# Agustín Méndez
Agustín José Méndez Melián (Buenos Aires, mayo de 1841 - agosto de 1905) fue un comerciante y empresario argentino, pionero en la prestación de servicios de tranvía en la ciudad de Buenos Aires.

## Biografía
En su juventud fue empleado de una pulpería cerca de Cañuelas, y en 1861 abrió la suya en Lobería. Rápidamente enriquecido, compró una estancia en esa zona y luego otra en el partido del Tuyú.
Por ese tiempo, su hermano Tulio ejercía como escribano del Partido Autonomista. 	Su relación con la pulpería le hizo entrar en algunos negocios de tropas de ganado, carretas y galeras.
En agosto de 1868, solicitó autorización al gobierno de la provincia de Buenos Aires para establecer el primer servicio de tranvías a caballo de la ciudad de Buenos Aires. Obtenida la solicitud, confesó que la había firmado con nombre falso para evitar beneficiarse con la influencia de su hermano, miembro en ese momento de la Municipalidad de la ciudad. La firma adjudicataria era Méndez Hermanos, e incluía – además de a Agustín – a Tulio, Teófilo y Nicanor Méndez.
Comenzó a prestar el servicio en febrero de 1869. Salía de la Plaza de Mayo y terminaba en la estación Once, con lo que empalmaba con el Ferrocarril Oeste. La empresa resultó muy exitosa, lo que le permitió ampliar la línea con varios ramales. En todo momento operó con capitales propios, o con socios minoritarios argentinos, en ningún caso extranjeros, a los que tuvo especial cuidados en evitar. 
En 1870 fue uno de los fundadores de una Bolsa de Comercio, a la que llamó "Camoatí", la primera del país.
Durante la epidemia de fiebre amarilla de 1871 puso sus coches sin cargo a disposición de los médicos, de las autoridades municipales; incluso en el momento más álgido de la enfermedad permitió a los enfermos viajar gratis hacia los hospitales, y trasladó sin cargo los ataúdes de los fallecidos. Meses más tarde, la Municipalidad les acordó sendas medallas de oro a los cuatro hermanos Méndez. Los tres hermanos fueron premiados con medallas de oro.
Se asoció con el capitán Luis Piedrabuena en la fundación de una empresa de transporte naval, especializada en proveer a las costas patagónicas, pero no tuvo éxito y debí suspender el servicio.
Políticamente fue un caudillo del Partido Autonomista, con influencia en el sur de la provincia y en el partido de La Matanza. Aliado de Adolfo Alsina, intentó igualmente no tener problemas con su rival, Bartolomé Mitre. Más tarde apoyó al presidente Julio Argentino Roca, pero durante el gobierno de Juárez Celman se unió al grupo liderado por Leandro Alem, lo que posteriormente sería la Unión Cívica Radical.
A lo largo de la década de 1870 extendió sus líneas de tranvías, uniendo la mayor parte de los barrios de la ciudad de Buenos Aires. Tenía más de cien coches, y experimentó brevemente con líneas de tranvías eléctricos. Además de los servicios tranviarios, contaba con campos de pastoreo de caballos en la ciudad y las afueras.
Nunca contó con apoyo del gobierno municipal, provincial ni nacional. De hecho, la Municipalidad apoyó la competencia, beneficiando especialmente empresas de capital británico. No obstante, durante casi quince años se mantuvo como una empresa de capital nacional. Disuelta la bolsa fundada por él, no contó con financiación externa, ya que se oponía por completo a recibir aportes de capital extranjero. A fines del gobierno de Nicolás Avellaneda compró la participación de sus hermanos en la empresa, quedando como único propietario de la misma.
A principios del gobierno de Roca, finalmente, cedió a la presión extranjerizante: vendió la empresa de tranvías a la Compañía Anglo Argentina, de capitales británicos. Poco después le regaló los campos de pastoreo ubicados en el Partido de La Matanza. Tras donar sus terrenos dentro de la Capital Federal a la Municipalidad, se dedicó exclusivamente a la ganadería.
En 1890 perdió a su esposa – con la que había tenido nueve hijos – y abandonó toda actividad económica. Se retiró a una fastuosa quinta en el barrio de Flores, donde fallecería en agosto de 1905.